# Werner Hoyer
Werner Hoyer (ur. 17 listopada 1951 w Wuppertalu) – niemiecki polityk i ekonomista, długoletni deputowany do Bundestagu, działacz Wolnej Partii Demokratycznej, były przewodniczący europartii liberalnej, w latach 2012–2023 prezes Europejskiego Banku Inwestycyjnego.

## Życiorys
W 1974 ukończył ekonomię na Uniwersytecie w Kolonii, w 1978 na tej uczelni uzyskał stopień doktora nauk ekonomicznych. Na macierzystym uniwersytecie pracował do 1984 jako badacz, a do 1993 jako wykładowca. W latach 1985–1987 był dyrektorem departamentu w towarzystwie Carl-Duisberg-Gesellschaft.
Zaangażował się w działalność Wolnej Partii Demokratycznej. Od 1987 do 2011 z jej ramienia sprawował mandat posła do Bundestagu. Pełnił różne funkcje w ramach FDP, w tym sekretarza generalnego tego ugrupowania (1993–1994). Dwukrotnie (w latach 1994–1998 i 2009–2011) był wiceministrem spraw zagranicznych w koalicyjnych rządach chadeków i liberałów.
Od 2000 do 2005 zajmował stanowisko przewodniczącego Partii Europejskich Liberałów, Demokratów i Reformatorów. 1 stycznia 2012 objął urząd prezesa Europejskiego Banku Inwestycyjnego. W 2017 powołany na tę funkcję na drugą kadencję upływającą z końcem 2023.